# سلطان أباد (فسارود)
سلطان أباد (بالفارسية: سلطان‌آباد) هي قرية تقع في إيران في البلدة المركزية. يقدر عدد سكانها بـ 831 نسمة .